# Furby
Furby è un animaletto robotico e interattivo, creato nel 1998 da Dave Hampton e Caleb Chung e distribuito da Hasbro. L'aspetto del Furby è ispirato in parte al petauro dello zucchero, realmente esistente in natura ed ai più celebri Mogwai del film Gremlins di Joe Dante.
Dopo il Tamagotchi, Furby resta l'electronic pet più venduto al mondo, e ha ispirato nel tempo diversi cloni, spesso tecnologicamente meno innovativi o con funzionalità limitate rispetto alle numerose varianti del giocattolo apparse sul mercato.

## Il Furby originale
Il primo Furby è dotato di 6 sensori sparsi su tutto il corpo, che gli permettono di interagire e muovere orecchie, occhi e bocca, nonché di richiedere attenzione e cure. In tutto il mondo ne sono stati venduti più di 41 milioni.
I primi Furby possedevano 24 nomi, tre diversi toni di voce, sei colori di pelliccia e quattro colori differenti di occhi (ma la Hasbro ne ha prodotti otto generazioni, comprendenti sei modelli diversi ciascuna). Inoltre possono interagire tra di loro per mezzo di una porta infrarossi, posta sopra i loro occhi.
La lingua di Furby è il Furbish (lingua inventata che comprende derivazioni dal cinese, l'ebraico e l'inglese), ma può parlare anche quella del paese nel quale è stato distribuito (Stati Uniti, Italia, Spagna, Germania, Francia e Giappone). Lo scopo di curare il piccolo animaletto è quella di insegnargli la propria lingua interagendo con lui, accarezzandolo e nutrendolo (inserendo un dito nella sua bocca e premendo la lingua). Furby infatti non può imparare altre parole che non siano quelle programmate in memoria. Molti curiosi credevano che Furby imparasse a parlare ascoltando il suo padrone, ipotesi anche alimentata dalle informazioni errate fornite dai media durante il periodo del successo di questo giocattolo interattivo.
La NSA (National Security Agency) ha vietato il Furby nei propri uffici, perché si pensava fossero in grado di "imparare", notizia che ha fatto il giro del mondo facendo diventare Furby un vero e proprio fenomeno di culto degli anni novanta. Ancora adesso su eBay, molti modelli prodotti tra gli anni 1998-2000 raggiungono cifre elevate, specialmente se si tratta di edizioni speciali, limitate o dell'ultima generazione (ottava), allora introvabile in gran parte dei paesi europei.

## Furby Babies
Nel 1999 Hasbro fa uscire sul mercato internazionale anche i Furby Babies. Più piccoli del Furby adulto, i Furby Babies hanno una memoria molto più elevata e fanno versi e giochi più da bambini. Come per il Furby adulto anche i babies "imparano" quanto più si interagisce con loro. Nel 2006 dopo l'uscita del nuovo Furby, Hasbro lancia anche il nuovo Furby Baby, esteticamente più realistici ma con un meccanismo meno efficace, totalmente differente dalla vecchia tecnologia, con una gamma di 10 frasi in tutto e interattività pari all'1% dei vecchi esemplari.

## Il Furby emoto-tronico
Nel 2005 la Hasbro ha prodotto un nuovo Furby, introducendo la funzione dei comandi vocali: la capacità da parte di Furby di rispondere ad alcuni comandi (come quello di cantare, ballare o raccontare la sua storia). Il nuovo Furby è due volte più grande del precedente e può inoltre mutare espressione e rispondere in base al suo umore. Per il lancio del nuovo Furby la Hasbro ha prodotto un cartone animato della durata di 45 minuti dedicato alla sua storia; in alcuni paesi il DVD veniva dato in omaggio sotto le feste natalizie per chi acquistava il nuovo Furby, ed è stato trasmesso su alcune reti satellitari dedicate ai ragazzi.
I nuovi Furby non possono comunicare con i vecchi modelli in quanto non sono dotati della porta infrarossi.
Questi Furby sono oggi quelli più ricercati tra i collezionisti, soprattutto nelle varianti di pelliccia più rare, ma spesso, per via delle batterie incluse nel giocattolo, più soggetti al malfunzionamento.

## Furby (2012)
Nel 2012 la Hasbro ha prodotto un nuovo Furby. Più simile nell’aspetto e nelle dimensioni al classico Furby degli anni 90, il nuovo robotic pet è dotato di una vasta gamma di espressioni grazie a due schermi LCD, cambia personalità a seconda di come viene trattato, e può essere nutrito attraverso la sua app. Nel mese di dicembre dello stesso anno Furby è tra i regali più gettonati e desiderati sotto Natale da bambini e adulti. Il nuovo modello disponeva anche di un'app per Android e per iOS con funzionalità aggiuntive e un traduttore per tradurre le parole in furbish del Furby. L'App era disponibile in Italiano, Inglese, Cinese e Francese. Inoltre può cambiare la sua personalità. Questi Furby, insieme ai Furby BOOM!, sono quelli più facili da acquistare, in quanto un Furby usato di questa generazione in buone condizioni, con scatola e non, viene venduto sui 20-30 euro.

## Furby Party Rockers
Nel 2013 la Hasbro ha prodotto un nuovo tipo di Furby: i Furby Party Rockers. Essi sono molto diversi dai Furby precedenti, essendo molto più piccoli e con un aspetto molto originale. I Party Rockers sono 6, tutti con nomi e personalità differenti. I loro occhi non sono a LCD come il Furby precedente, ma sfruttano un materiale olografico; non muovono né orecchie e né corpo, ma hanno una caratteristica particolare: più vengono scossi e più viene tirata la loro coda, più si scatenano. Inoltre, i Party Rockers interagiscono con i Furby (2012) e con l'App.

## Furby Boom
Nell'estate del 2013, dopo un anno dall'uscita del nuovo Furby, un altro nuovo Furby è uscito, con nuovi colori e con nuove personalità. Ha una nuova app per iOS e Android chiamata Furby BOOM, con molte nuove funzioni, tra cui quella di fare e covare un uovo. È disponibile in molti colori.

## Furby Furblings
Poco dopo l'uscita del Furby Boom, escono in commercio i Furby Furblings, ovvero i cuccioli dei Furby Boom. Essi, come i Party Rockers, hanno gli occhi olografici e non muovono nessuna parte del corpo. Se si preme la loro testa, i Furblings parlano e possono interagire col Furby Boom e con l'applicazione. In più, essi possono sbloccare nell'App tre oggetti per la camera dei Furblings virtuali e un uovo del loro stesso colore. Insieme a questi Furblings venne messo in commercio un Furbling Gold, una variante completamente dorata dei Furblings, dal valore superiore.

## Furby Connect
Nel 2016, Hasbro rilascia Furby Connect, disponibile solo per il mercato inglese e russo. Furby Connect possiede un nuovo design, due schermi LCD che mostrano gli occhi espressivi per la prima volta a colori. Furby Connect possiede un’app totalmente rinnovata e interattiva, Furby Connect World, con la quale era in grado di apprendere nuove parole, giochi e canzoni attraverso la tecnologia bluetooth. Al contrario dei precedenti modelli di ultima generazione, Furby Connect non è mai stato distribuito in Italia.

## Furby (2023)
Nell'agosto del 2023, in occasione dei suoi 25 anni, la Hasbro rilascia un nuovo Furby. Il nuovo peluche robotico presenta cinque modalità con attivazione vocale e oltre 600 frasi e interazioni. Il Furby di nuova generazione reagisce agli abbracci e alle carezze sulla testa e muove le sue due zampette. Man mano che ci si prende cura di lui, si sbloccano nuove funzioni, canzoni ed esercizi di rilassamento. A differenza dei precedenti modelli, il nuovo Furby non muove il becco, ma è sempre possibile nutrirlo premendo la sua lingua o dandogli da mangiare con il suo ciondolo-pizza incluso assieme ad altri accessori in ogni confezione. Durante novembre 2023 sono stati rivelati i Furblets, i cuccioli di questa generazione di Furby.

## Varianti

### Shelby
Shelby è l'ultimo animaletto interattivo prodotto dalla Tiger Electronics/Hasbro e distribuito solo per il mercato statunitense e inglese nel 2001. A metà tra un crostaceo e un Furby, Shelby può parlare il furbish, l'inglese e lo shelbish, e può comunicare inoltre con Furby e Furby Babies. Rispetto a Furby ha una memoria più grande ed è capace di utilizzare fino a una combinazione di 1000 frasi diverse. Cambia umore se messo a testa in giù e diventa impertinente se lo si lascia troppo tempo da solo.